# Палласкенри
Палласкенри (англ. Pallaskenry; ирл. Pailís Chaonraí, Палишь-Хэнри) — деревня в Ирландии, находится в графстве Лимерик (провинция Манстер).

## Демография
Население — 534 человека (по переписи 2006 года). В 2002 году население составляло 550 человек.
Данные переписи 2006 года:
| Общие демографические показатели |               |                               |                               |      |      |
| Всё население                    | Всё население | Изменения населения 2002—2006 | Изменения населения 2002—2006 | 2006 | 2006 |
| 2002                             | 2006          | чел.                          | %                             | муж. | жен. |
| 550                              | 534           | −16                           | −2,9                          | 264  | 270  |